# إنيو فانتاستيني
إنيو فانتاستيني (بالإيطالية: Ennio Fantastichini)‏ هو ممثل إيطالي، ولد في 20 فبراير 1955 في إيطاليا.

## وصلات خارجية
- إنيو فانتاستيني على موقع IMDb (الإنجليزية)
- إنيو فانتاستيني على موقع روتن توميتوز (الإنجليزية)
- إنيو فانتاستيني على موقع ألو سيني (الفرنسية)
- إنيو فانتاستيني على موقع تيرنر كلاسيك موفيز (الإنجليزية)
- إنيو فانتاستيني على موقع أول موفي (الإنجليزية)
- إنيو فانتاستيني على موقع قاعدة بيانات الأفلام السويدية (السويدية)
- إنيو فانتاستيني على موقع قاعدة بيانات الفيلم (الإنجليزية)
- إنيو فانتاستيني على موقع كينوبويسك (الروسية)